# Wasilij Proszyn
Wasilij Stiepanowicz Proszyn (ros. Василий Степанович Прошин, ur. 6 stycznia?/19 stycznia 1902 we wsi Atiemar w guberni penzeńskiej, zm. 8 sierpnia 1955 w Penzie) – funkcjonariusz radzieckich organów bezpieczeństwa, generał major.

## Życiorys
W latach 1919–1920 w Armii Czerwonej, od 1920 w RKP(b), 1920-1921 pomocnik sekretarza powiatowego komitetu RKP(b) w guberni penzeńskiej, 1921-1928 sekretarz powiatowej Czeki, pełnomocnik powiatowej Czeki/GPU/OGPU w Niżnim Łomowie, Narowczatowie i Czembarze, potem szef wydziału okręgowego oddziału OGPU w Penzie, 1931-1934 szef Wydziału Tajno-Politycznego Politycznego Przedstawicielstwa OGPU w obwodzie uralskim. Od 1934 do marca 1941 kolejno szef Oddziału Wydziału Ekonomicznego, zastępca szefa Wydziału Tajno-Politycznego, szef Wydziału III i Wydziału II Zarządu Bezpieczeństwa Państwowego (UGB) NKWD Kraju Stalingradzkiego/obwodu stalingradzkiego (obecnie obwód wołgogradzki), od 22 sierpnia 1937 starszy lejtnant, a od 27 marca 1939 kapitan bezpieczeństwa państwowego. Od marca do sierpnia 1941 zastępca szefa Zarządu NKGB obwodu stalingradzkiego, od sierpnia 1941 do maja 1943 szef Wydziału Tajno-Politycznego Zarządu NKWD obwodu stalingradzkiego, 12 maja 1943 mianowany pułkownikiem, od 7 maja 1943 do 4 grudnia 1944 szef Zarządu NKWD obwodu stalingradzkiego. Od 1 grudnia 1944 do 16 grudnia 1947 zastępca szefa Głównego Zarządu Walki z Bandytyzmem NKWD/MWD ZSRR, od 16 listopada 1944 komisarz bezpieczeństwa państwowego, a od 9 lipca 1945 generał major. Od 16 grudnia 1947 do 4 lutego 1950 szef Głównego Zarządu Walki z Bandytyzmem MWD ZSRR, od 4 lutego do 2 października 1950 szef Głównego Zarządu Wywiadu Operacyjnego MWD/MGB ZSRR, od 1 września 1951 do 16 marca 1953 szef Zarządu MGB obwodu penzeńskiego, od 16 marca 1953 do 31 marca 1954 szef Zarządu MWD tego obwodu, od 31 marca do 20 kwietnia 1954 p.o. szefa Zarządu KGB obwodu penzeńskiego, od czerwca 1954 w rezerwie.

## Odznaczenia
- Order Lenina (dwukrotnie - 20 września 1943 i 12 listopada 1946)
- Order Czerwonego Sztandaru (3 listopada 1944)
- Order Suworowa II klasy (8 marca 1944)
- Order Czerwonej Gwiazdy (12 lipca 1943)
- Order „Znak Honoru” (26 kwietnia 1940)
- Odznaka "Honorowy Funkcjonariusz Czeki/GPU (XV)" (23 sierpnia 1937)

I 3 medale.